# Amaury (Maurice)
Pour les articles homonymes, voir Amaury.
Amaury est un village situé au nord-est de l'île Maurice.
La partie Nord d'Amaury dépend du district de Rivière du Rempart, tandis que la partie Sud, dépend du district de Flacq. Au recensement de 2011, la localité comptait 2 960 habitants (dont 319 dans le district de Flacq et 2 641 dans celui de Rivière du Rempart). Les deux parties forment le Village Council Area d'Amaury.
La localité doit son nom au planteur Jean-Baptiste Amaury qui y a fondé un domaine à la fin du XVIIIe siècle. Une mosquée est construite ici en 1928, la mosquée Imdad Muselmine. Avec 823 musulmans, Amaury est une agglomération musulmane relativement importante pour l'île.